# John J. Schmidt
John Joseph Schmidt (* 13. Januar 1928 in Chicago, Illinois; † 23. August 2020 in Naples, Florida) war ein US-amerikanischer Manager im Eisenbahnbereich. Er war Chairman und CEO der Santa Fe Industries und der Santa Fe Southern Pacific Corporation.

## Leben
John J. Schmidt wuchs in Chicagos West Side auf. An der DePaul University absolvierte er ein Grundstudium in Zoologie und erhielt an der Loyola University einen Abschluss in Rechtswissenschaften.
Nach Abschluss des Studiums begann er ab 1955 in der Rechtsabteilung der Bahngesellschaft Atchison, Topeka and Santa Fe Railway zu arbeiten. 1964 wurde er Generalanwalt des Unternehmens. Der Chairman und Chief Executive Officer der Santa Fe Industries John Shedd Reed bestimmte ihn Anfang der 1970er Jahre zu seinem designierten Nachfolger. Er wurde 1969 Assistant Vice President, 1970 Vice President und 1973 Executive Vice President der Santa Fe Industries und leitete einige der Tochtergesellschaften aus dem Nicht-Eisenbahnbereich. Außerdem war er für die Gesamtunternehmensentwicklung zuständig. 1978 wurde er Präsident der Santa Fe Industries.
Im April 1983 wurde er als Nachfolger von John S. Reed Chairman und Chief Executive Officer der Santa Fe Industries. In dieser Funktion initiierte er die Fusion der Santa Fe Industries mit der Southern Pacific Company zur Santa Fe Southern Pacific Corporation im Oktober 1983. Er wurde Chairman und CEO dieser neu geschaffenen Gesellschaft. Die geplante Fusion der beiden Bahngesellschaften Atchison, Topeka and Santa Fe Railway und Southern Pacific Transportation wurde jedoch durch die Aufsichtsbehörde Interstate Commerce Commission abgelehnt. Die Ablehnung wurde vor allem auf das kompromisslose Agieren von Schmidt zurückgeführt. Er trat daraufhin am 20. April 1987 von seinem Posten zurück.